# Colibași, Giurgiu
Colibași este satul de reședință al comunei cu același nume din județul Giurgiu, Muntenia, România.

## Personalaități
Elena Roșu-Tellmann, campioană mondială la handbal în 11 (Olanda, 1960)
 Acest articol despre o localitate din județul Giurgiu este deocamdată un ciot. Puteți ajuta Wikipedia prin completarea lui.